# NGC 3338
NGC 3338 (другие обозначения — UGC 5826, MCG 2-27-41, ZWG 65.87, PGC 31883) — спиральная галактика (Sc) в созвездии Лев.
Этот объект входит в число перечисленных в оригинальной редакции «Нового общего каталога».
Галактика NGC 3338 входит в состав группы галактик NGC 3338. Помимо NGC 3338 в группу также входят NGC 3346, NGC 3389, MK 1263, UGC 5832 и PGC 31933.
В галактике имеются несколько звёздных популяций разных возрастов.